# Sante Marie
Sante Marie est une commune de la province de L'Aquila, dans la région Abruzzes, en Italie.

## Géographie
- La réserve naturelle régionale des grottes de Luppa.

## Administration
| Période                                  | Période  | Identité       | Étiquette | Qualité |
| ---------------------------------------- | -------- | -------------- | --------- | ------- |
| 14 juin 2004                             | En cours | Giovanni Nanni |           |         |
| Les données manquantes sont à compléter. |          |                |           |         |

### Hameaux
- frazioni : Castelvecchio, Scanzano, San Giovanni, Santo Stefano, Valdevarri ;
- località : Tubione.

### Communes limitrophes
Borgorose (RI), Carsoli, Magliano de' Marsi, Pescorocchiano (RI), Tagliacozzo.